# سیگنال (آلبوم چندآهنگه)
سیگنال (انگلیسی: Signal) چهارمین آلبوم چندآهنگه (ئی‌پی) از گروه دخترانهٔ اهل کره جنوبی، توایس است که در ۱۵ مه ۲۰۱۷ توسط جی‌وای‌پی انترتینمنت منتشر و توسط کی‌تی میوزیک توزیع شد. این آلبوم شامل شش قطعه در سبک‌های گوناگونی چون دنس پاپ، هیپ‌هاپ، مومباتان و جاز است. تک‌آهنگ آغازین نیز با همین نام است که توسط پارک جین یونگ مؤسس جی‌وای‌پی انترتینمنت، تهیه‌کنندگی شد. این قطعه با بهره‌گیری از صدای درام ماشین شبیه به رولند تی‌آر-۸۰۸ (کیک و های‌هت برنامه‌ریزی‌شده)، اولین همکاری رسمی میان توایس و پارک جین یونگ به‌شمار می‌رود.
از جمله ترانه‌سرایان و تهیه‌کنندگانی که در تولید این آلبوم چندآهنگه نقش داشتند، می‌توان به اعضای گروه توایس یعنی جی‌هیو و چه‌یونگ اشاره کرد که متن ترانهٔ قطعهٔ پنجم «چشم چشم چشم‌ها» را نوشتند. همچنین قطعهٔ سوم با عنوان «فقط تو» دارای شعری از هات‌فلت (Ha:tfelt)، عضو پیشین گروه دخترانهٔ کره‌ای واندر گرلز است.

## پیش‌زمینه و انتشار
در ۳۱ مارس ۲۰۱۷، گزارش‌هایی منتشر شد مبنی بر اینکه توایس قصد دارد پیش از آغاز فعالیت‌های تبلیغاتی خود در ژاپن برای آلبوم #توایس نخستین آلبوم استودیویی خود را منتشر کند. با این حال، جی‌وای‌پی انترتینمنت این خبر را به سرعت رد کرد و اعلام نمود که هنوز هیچ چیز تأیید نشده است. در ۱۸ آوریل، این کمپانی به‌طور رسمی انتشار آلبوم جدید توایس را که برای ماه مه برنامه‌ریزی شده بود، تأیید کرد؛ اما تاریخ دقیقی اعلام نشد. نه روز بعد، گزارش شد که اعضای گروه فیلم‌برداری موزیک ویدئوی تک‌آهنگ آغازین آلبوم را به پایان رسانده‌اند. این قطعه توسط پارک جین یونگ مؤسس کمپانی جی‌وای‌پی انترتینمنت، تهیه‌کنندگی شده بود و نخستین همکاری رسمی او با توایس از زمان آغاز فعالیت گروه محسوب می‌شد.
در ۱ مه، توایس تصویری تبلیغاتی از طریق حساب‌های رسمی خود در شبکه‌های اجتماعی منتشر کرد که اعضا را با یونیفورم‌های مدرسه‌ای نشان می‌داد. در این تصویر، انتشار چهارمین آلبوم چندآهنگهٔ گروه با عنوان سیگنال برای ۱۵ مه تأیید شد. همچنین برنامهٔ تبلیغاتی مربوط به آلبوم نیز منتشر شد که شامل کنسرت دو روزهٔ «Encore» از تور نخست گروه تحت عنوان نخستین تور توایس: توایس‌لند – دی اوپنینگ بود که قرار بود در تاریخ‌های ۱۷ و ۱۸ ژوئن در سالن سرپوشیدهٔ جام‌شیل در سئول برگزار شود. فردای آن روز، اعلام شد که این آلبوم در سه نسخه منتشر خواهد شد و شامل ۹ طرح تصادفی برای جلد سی‌دی است.

## جدول‌های موسیقی
| جدول (۲۰۱۷)                              | بالاترین جایگاه |
| ---------------------------------------- | --------------- |
| آلبوم‌های ژاپنی (اوریکون)                 | ۱۱              |
| آلبوم‌های کره جنوبی (گائون)               | ۱               |
| آلبوم‌های هیت‌سیکرز ایالات متحده (بیلبورد) | ۱۱              |
| آلبوم‌های جهانی ایالات متحده (بیلبورد)    | ۳               |

| جدول (۲۰۱۷)                | جایگاه |
| -------------------------- | ------ |
| آلبوم‌های کره جنوبی (گائون) | ۱۴     |

| جدول (۲۰۱۸)                | جایگاه |
| -------------------------- | ------ |
| آلبوم‌های کره جنوبی (گائون) | ۹۵     |

## تاریخچه انتشار
| منطقه     | تاریخ          | فرمت(ها)              | نسخه      | ناشر                      | منابع         |
| --------- | -------------- | --------------------- | --------- | ------------------------- | ------------- |
| مختلف     | ۱۵ مه ۲۰۱۷     | دانلود دیجیتال استریم | استاندارد | جی‌وای‌پی                   | [ ۱۶ ] [ ۱۷ ] |
| کره جنوبی | ۱۶ مه ۲۰۱۷     | سی‌دی                  | استاندارد | جی‌وای‌پی                   | [ ۱۸ ]        |
| تایلند    | ۲۴ نوامبر ۲۰۱۷ | سی‌دی + دی‌وی‌دی         | تایلند    | جی‌وای‌پی بی‌ئی‌سی-ترو میوزیک | [ ۱۹ ]        |